# Bát Đức

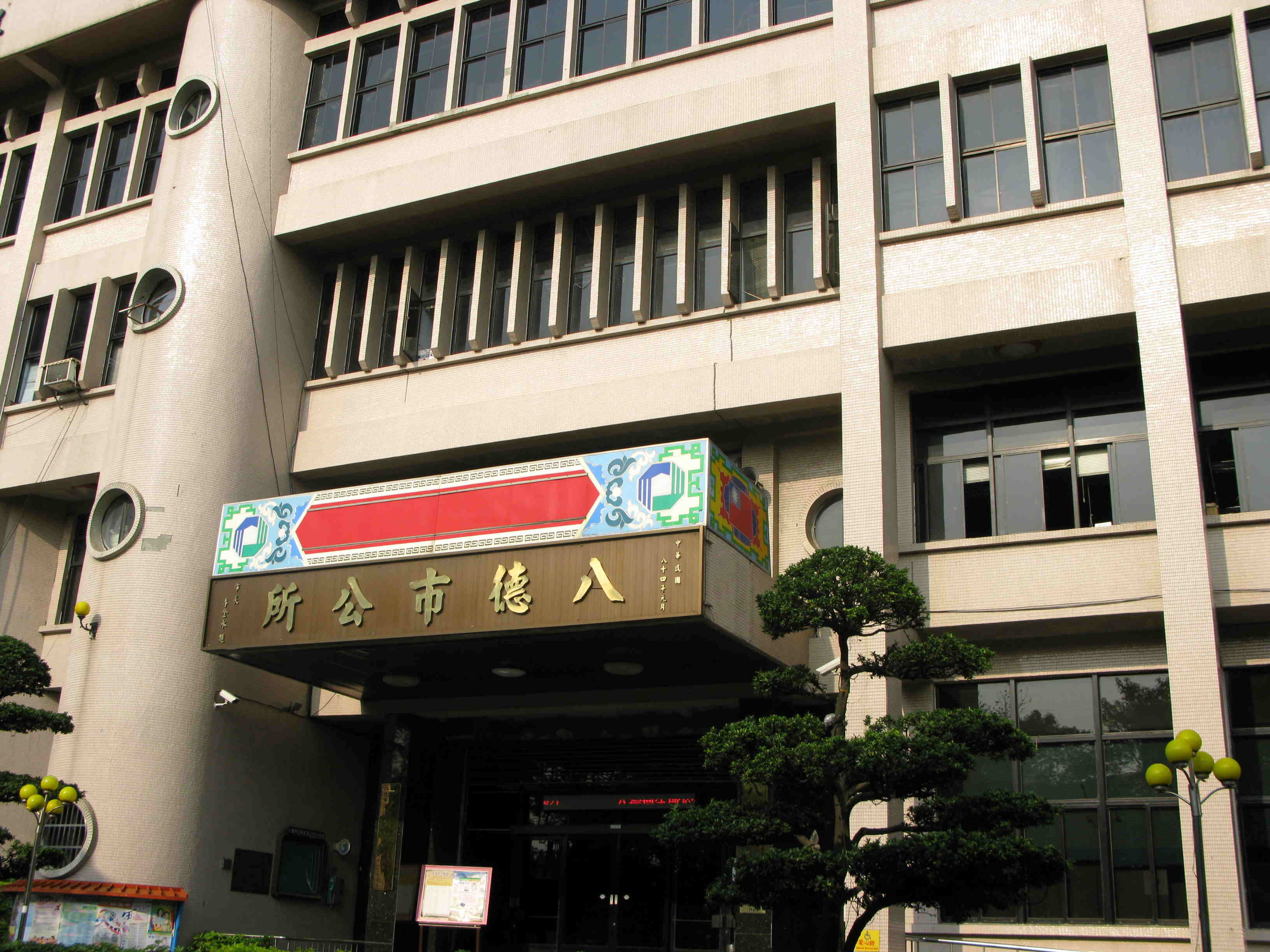
Văn phòng khu Bát Đức

Bát Đức (tiếng Trung: 八德區; bính âm: Bādé Qū) là một thành phố thuộc Đào Viên huyện, Đài Loan. Đây là đơn vị hành chính có diện tích nhỏ nhất của thành phố Đào Viên.
Bát Đức nằm bên tuyến quốc lộ 2 (國道二號).

## Lịch sử
Thành phố Bát Đức (tiếng Trung: 八塊厝) ban đầu được thành lập vào thời Đài Loan dưới sự cai trị của nhà Thanh. Trong suốt thời kỳ thuộc Nhật, nó được gọi là Làng Hachitoku (八塊庄).
Sau khi Nhật trao trả Đài Loan cho Trung Hoa Dân Quốc, khu vực này đổi thành hương và được đặt tên là Hương Bát Đức vào năm 1946. Năm 1995, nó được nâng cấp thành huyện hạt thị đặt tên là Thành phố Bát Đức (tiếng Trung: 八德市; bính âm: Bādé Shì). Vào ngày 25 tháng 12 năm 2014, nó được đổi thành Khu Bát Đức.

## Địa lý
Diện tích: 33,71 kilômét vuông (13,02 dặm vuông Anh)

Dân số: 193.236 người (tính đến tháng 1 năm 2017).
Bát Đức nằm ở đông bắc huyện, bắc giáp Đào Viên, đông giáp Oanh Ca, Tân Bắc, tây giáp Trung Lịch, tây nam giáp Bình Trấn, nam giáp Đại Khê, Đào Viên.